# Obština Beloslav
Obština Beloslav (bulharsky Община Белослав) je bulharská jednotka územní samosprávy ve Varenské oblasti. Leží ve východním Bulharsku. Sídlem obštiny je město Beloslav, kromě něj zahrnuje obština 3 vesnice. Žije zde přes 10 tisíc obyvatel.

## Sídla
Všechna sídla v obštině jsou samosprávná.
| - Beloslav (sídlo správy) - Ezerovo | - Razdelna - Strašimirovo |

## Sousední obštiny
| Růžice kompasu | Devňa            | Aksakovo |       | Růžice kompasu |
| Růžice kompasu |                  | Sever    | Varna | Růžice kompasu |
| Růžice kompasu | Obština Beloslav |          | Varna | Růžice kompasu |
| Růžice kompasu | Jih              |          | Varna | Růžice kompasu |
| Růžice kompasu | Avren            |          |       | Růžice kompasu |

## Obyvatelstvo
K 15. březnu 2025 v obštině žilo 10 546 obyvatel a bylo zde trvale hlášeno 10 663 obyvatel. Podle sčítání 7. září 2021 bylo národnostní složení následující:
- Bulhaři: 8 352 (88.7 %)
- Turci: 820 (8.7 %)
- Romové: 149 (1.6 %)
- ostatní[p 3]: 97 (1.0 %)

V období 2011 až 2021 v obštině ubylo 847 obyvatel.